# 赫密士博物誌
《赫密士博物誌》（直譯「赫密士博物館」）是一部鍊金術文獻彙編，初版為德語，於1625年由盧卡斯·詹尼士在法蘭克福出版。1678年的第二版以拉丁語發行，在初版收錄的內容基礎上又進行了增補，共863頁。這套擴充以後的拉丁文版於1749年再度出版。
發行《赫密士博物誌》的目的是將當時較新並相對簡短的鍊金術資料蒐集成冊。當時在歐洲已有收錄量龐大的鍊金術資料合集：1602年出版的《化學劇場》；1702年又誕生了收錄量同樣豐富的《奇異化學誌》。這部彙編則可以被作為前兩部大型赫密士作品的補充材料來閱讀。《赫密士博物誌》的闡釋風格有異以往的同類作品，和更古老的作品相比，這套彙編與它們的關聯甚少，闡述也更加淸晰明瞭，整體更傾向傳統的鍊金術大師。